# Фукурю

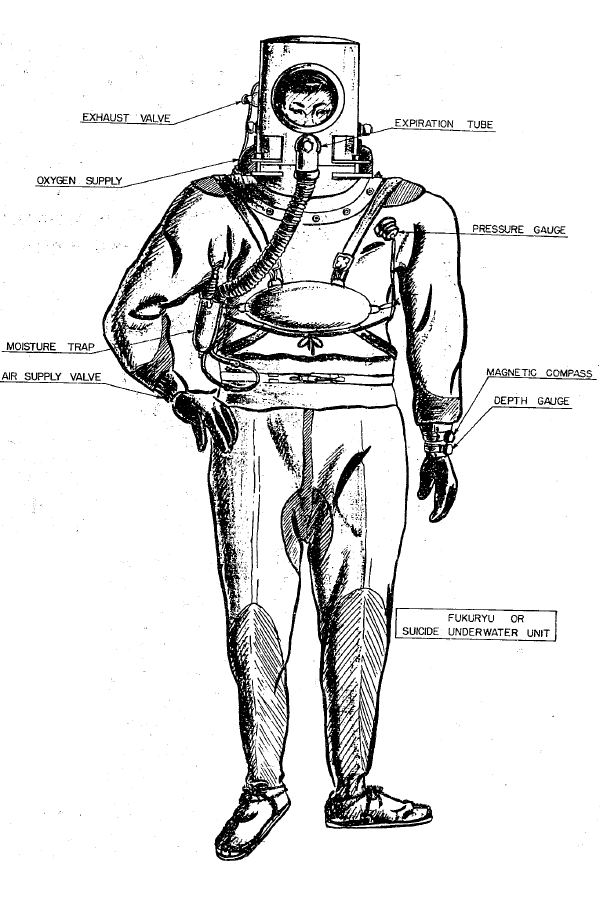
Фукурю

Фукурю (яп. 伏龍 - дракон, що крадеться) — японські загони тейсінтай-водолазів завершального етапу Другої світової війни для протистояння потенційній висадці військ США на японських островах шляхом здійснення суїцидних атак на десантні кораблі.

## Історія
З 1944 у Імперському флоті Японії почали розробляти дешеві, масові засоби оборони узбережжя. Серед іншого було прийнято проект розміщення у потенційно придатних для десантування бухтах бойових плавців з вибухівкою, що атакували б десантні засоби ворога. Групи фукурю у модифікованих водолазних костюмах мали пересуватись по дну бухти на глибині 10-15 м. При появі ворожого корабля, катера він повинен був вдарити по його дну вибуховим пристроєм, закріпленим на довгому стрижні. У разі вибуху фукурю гинув. Оскільки водолаз за годину міг подолати лише 2 км, то на дні планувалось обладнати для них місця відпочинку на глибині 15 м у спеціально затоплених кораблях, бетонних спорудах.
До 30 вересня планували підготувати 6000 фукурю. На час капітуляції підготували 1200 водолазів. 

### Обладнання
На спині фукурю мав нести два 35-літрові балони з киснем, звідки він через регулятор подавався у шолом водолаза. Водолаз через ніс робив вдих і видихав ротом до трубки, з якої гідроксид натрію забирав вологу і він знову подавався у систему дихання. Пересування по дну могло тривати до 8 годин. Крім того водолаз мав ліхтар, глибиномір, компас і японський прапор для піднесення бойового духу.

### Озброєння
Кожен фукурю ніс міну Типу-5 з 10-кг вибухівки на кінці стрижня у 3,3 м. Відмовились від плану переносити 20 кг вибухівки через загрозу життю сусідніх фукурю. Досліди показали, що при 10 кг мінімальна відстань становить 40 м, тому визначили відстань між водолазами в 60 м. На штанзі передбачалось встановити поплавок, що полегшило б піднімання 10 кг вибухівки. Було замовлено 10.000 мін Типу-5, але до капітуляції Японії жодної не виготовили.
Для оборони узбережжя планувалось обладнати декілька ліній. Спочатку на глибині 10-15 м мали знаходитись міни, які приводили в дію фукурю тросами з безпечної віддалі. Потім на глибині 6-10 м йшли три лінії фукурю на віддалі 50 м одна від одної.
На глибині 3 м стояли магнітні міни і міни протипіхотні на глибині до 1 м.

### Застосування
Відзначено два випадки нападу бойових плавців Японії на кораблі США у Палау. 8 січня 1945 був пошкоджений десантний корабель LCI (G)-404 і 10 лютого напад на гідрографічний корабель AGS-2 не мав успіху.